# ژان-پل مارا

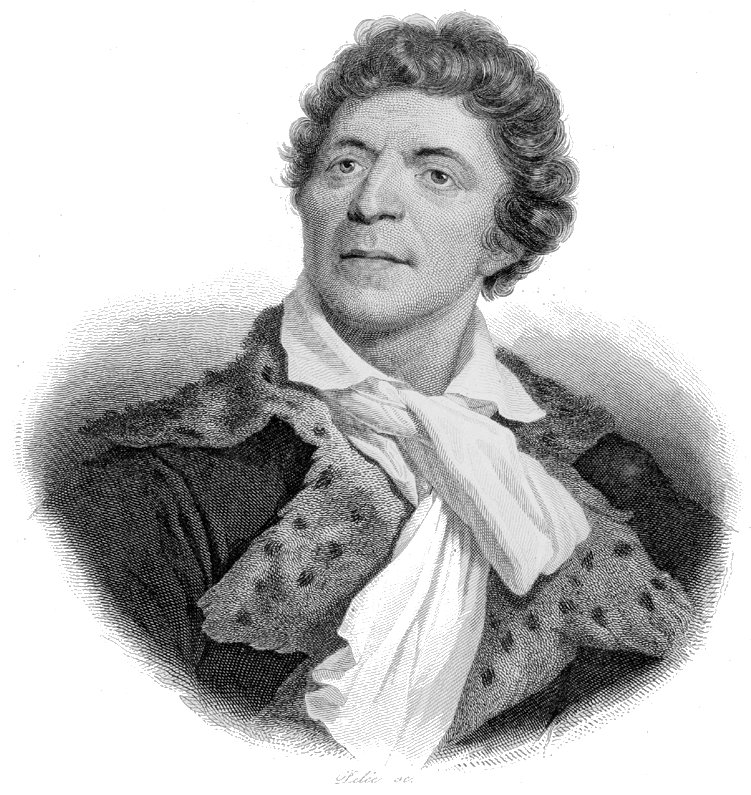
ژان پل مارا

ژان-پل مارا (به فرانسوی: Jean-Paul Marat) (زادهٔ ۲۴ مهٔ ۱۷۴۳–۱۳ ژوئیه ۱۷۹۳) پزشک، سیاستمدار و نویسنده انقلابی فرانسوی زادهٔ سوئیس بود. وی در کنار ژرژ دانتون و ماکسیمیلیان روبسپیر یکی از سه چهرهٔ سرشناس انقلاب فرانسه بود.

وی که از فعالان انقلاب فرانسه بود، کتاب‌های چندی از جمله زنجیرهای بردگی نوشت. همچنین روزنامه‌ای را به نام دوستدار مردم منتشر می‌ساخت که سخت مورد توجه مردم بود و در آن بر ضد نهاد پادشاهی فرانسه و استبداد موجود مطلب می‌نوشت. وی از اعضای ژاکوبن‌ها بود و از ملی‌گرایی و شایسته‌سالاری طرفداری می‌کرد. در جریان دستگیری لوئی شانزدهم و همسرش ماری آنتوانت همراهی جست و از کوشندگان در راه اعدام آنان بود. ژان پل مارا بر این باور بود که با توسل به خشونت است که می‌توان به آزادی دست یافت.
ژیروندنهای میانه‌رو از مخالفان مارای تندرو بودند.

## زندگی
ژان-پل مارا در ۲۴ مه سال ۱۷۴۳ میلادی در بودری در منطقه کانتون نوشاتل، پادشاهی پروس که در حال حاضر بخشی از خاک سوئیس محسوب می‌شود، به دنیا آمد. پدرش کشیش کاتولیکی از اهالی ساردنی بود که آیین پیشین خویش را ترک کرده و پروتستان شده و به سوئیس پناه آورده بود.
وی در سرزمین جدید با دختری از خانواده پروتستان ازدواج کرد و حاصل این ازدواج ۹ فرزند بود. ژان مارا در ۱۶ سالگی سوئیس را ترک کرد و به بوردوی فرانسه رفت و به مدت ۳ سال در آنجا زندگی کرد.

## مرگ
سرانجام مارا در حمام خانه‌اش به دست دختری به نام شارلوت کوردی به وسیلهٔ دشنه کشته‌شد.